# Délégation interministérielle à la lutte contre le racisme, l'antisémitisme et la haine anti-LGBT
Pour les articles homonymes, voir Délégation interministérielle.
La délégation interministérielle à la lutte contre le racisme, l'antisémitisme et la haine anti-LGBT (DILCRAH) est, en France, un organisme interministériel institué en 2012 pour concevoir, coordonner et animer la politique de l'État en matière de lutte contre le racisme, l'antisémitisme et, depuis 2016, la haine anti-LGBT, en partenariat avec des associations, lieux de mémoires, structures locales et nationales, au profit de la fraternité qui est l'une des devises de la république française.
À ce titre, elle œuvre au renforcement des collaborations entre l'État, les collectivités territoriales et les partenaires sociaux et économiques. Elle exerce un rôle de conseil et d'animation auprès des ministères et elle a vocation à être l'interlocutrice privilégiée des acteurs institutionnels et associatifs de défense des droits de l'homme et de lutte contre les discriminations.

## Histoire

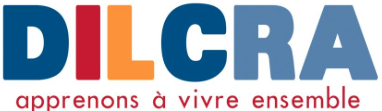
Ancien logo de la DILCRA.

La délégation interministérielle à la lutte contre le racisme et l'antisémitisme (DILCRA) est créée en février 2012. À la suite de la recommandation d'institutions européennes[Lesquelles ?], elle voit son champ d'intervention élargi en décembre 2016 à la lutte contre la haine et les discriminations anti-LGBT, devenant alors la DILCRAH,. Selon la DILCRAH, elle n'a pas encore en 2023 d'équivalent exact dans les autres pays européens.
Elle est initialement rattachée au ministre de l'Intérieur, mais un communiqué de presse de novembre 2014 annonce qu'elle passe sous la tutelle directe du Premier ministre. Ce changement de tutelle est officialisé en décembre 2016.
La DILCRAH est dirigée par Mathias Ott (d), nommé en conseil des ministres le 15 janvier 2025.
2023 a été marqué par une forte hausse des tensions et actes antisémites, faisant suite au massacre du 7 octobre et à une montée générale de la haine en ligne dans le monde, avec aussi en France une hausse des guet-apens homophobes, d'actes racistes anti-tsiganes, l'émergence de fakes utilisant l'intelligence artificielle, et la persistance d'autres discriminations…
Un nouveau plan national de lutte contre le racisme, l'antisémitisme et les discriminations liées à l'origine a été lancé, qui couvre la période 2023-2026, ainsi qu'un plan national d'actions pour l'égalité, contre la haine et les discriminations anti-LGBT+ qui concerne la même période, accompagnés de deux appels à projets. Cette année a aussi été marquée par une hausse des demandes d'asile de personnes ukrainiennes (+ 73 %) et soudanaises (+ 77 %) selon l'Office français de protection des réfugiés et apatrides (OFPRA).
Le 6e prix Ilan Halimi a été remis par le Premier ministre, marquant une volonté de lutte contre toutes les formes de préjugés et de haine.
En 2024, la délégation doit continuer à chercher des moyens de préparer des générations futures « zéro-haine » grâce à la pédagogie et à la transmission de la mémoire, et par meilleur formation des forces de sécurité et une sensibilisation des magistrats à ces sujets, ainsi que par le soutien des acteurs engagés, dont pour mettre fin à l'impunité en ligne.

## Rôle
La DILCRAH est chargée de concevoir, de coordonner et d'animer la politique de l'État en matière de lutte contre le racisme, l'antisémitisme et la haine-anti-LGBT. Elle a quatre missions principales :
1. conseiller le Gouvernement sur ces sujets ;
2. incarner les plans nationaux au plus près des territoires, des lieux de mémoire et des habitants, via des partenariats avec les institutions mémorielles, des établissements publics, écoles, universités, associations (acteurs qui ont par exemple été aidés à hauteur de 8,4 millions d'euros en 2023) ;
3. élaborer et animer les formations initiales et continues de policiers, gendarmes, magistrats et enseignants et autres agents publics ou chargés de missions de service public. En cas de propos ou actes à caractère raciste, antisémite, xénophobe, anti-LGBT+, d'appel au meurtre ou d'incitation à la haine racistes et de haine en ligne. 
Remarque : la DILCRAH mène un travail de veille sur ses sujets d'intérêt et, en lien avec la plate-forme PHAROS créée par le ministère de l'Intérieur crée pour le signalement des faits illicites de l'Internet, elle doit — comme tout agent public — saisir le procureur de la République (cf. art. 40 du Code de procédure pénale), pour les dénoncer ;
4. porter la voix de la France à l'international sur ces sujets, dont dans des groupes de travail européens créés auprès d'institutions telles que la Commission européenne.

Elle a notamment coordonné l'élaboration du plan national de lutte contre le racisme, l'antisémitisme et les discriminations liées à l'origine 2023-2026 et du plan national d'actions pour l'égalité, contre la haine et les discriminations anti-LGBT+ 2020-2023.
La DILCRAH participe également aux travaux relatifs aux questions relevant de sa compétence que conduit, en matière européenne et internationale, le ministre des Affaires étrangères. Elle porte ainsi la voix de la France dans des groupes de travail placés auprès d'institutions européennes, notamment le Conseil de l'Europe, ce qui permet à la fois de travailler à l'écriture d'un certain nombre de recommandations, et de s'assurer qu'elles s'appliquent sur le territoire français.
Enfin, la DILCRAH assure le secrétariat du comité interministériel de lutte contre le racisme, l'antisémitisme et la haine envers les personnes LGBT (CILCRA). Elle prépare ses travaux et délibérations et en suit l'exécution aux niveaux national et territorial.

## Moyens
Pour l'exercice de ses missions, la DILCRAH peut faire appel, en tant que de besoin, aux administrations publiques centrales, aux corps d'inspection et, dans le respect des pouvoirs confiés aux ambassadeurs et aux préfets, aux services déconcentrés relevant des ministres intéressés, notamment des ministres membres du CILCRA.
La DILCRAH peut réunir des représentants de ces administrations ainsi que de tout organisme public intéressé par les causes.

## Composition
Les délégués à la tête de la DILCRAH ont été successivement :
| Nom             | Date de nomination | Date de nomination | Photo |
| --------------- | ------------------ | ------------------ | ----- |
| Régis Guyot     | 1er mars 2012      | [ c ]              |       |
| Gilles Clavreul | 27 novembre 2014   | [ d ]              |       |
| Frédéric Potier | 4 mai 2017         | [ e ]              |       |
| Sophie Elizéon  | 17 février 2021    | [ f ]              |       |
| Olivier Klein   | 30 août 2023       | [ g ]              |       |
| Mathias Ott (d) | 15 janvier 2025    | [ h ]              |       |

Avant Olivier Klein, qui est une personnalité politique, toutes les personnes ayant occupé ce poste sont des préfets.
En 2021, Slate relève que la DILCRAH « a recruté ces dernières années de nombreux proches du Printemps républicain » (PR), citant notamment Élise Fajgeles, ex-porte-parole de campagne de Manuel Valls lors des primaires socialistes de 2017 et suppléante à l'Assemblée nationale de Benjamin Griveaux, député La République en marche, ou encore Cindy Léoni, une des premières signataires du manifeste du PR, ex-présidente de SOS Racisme, nommée par la suite sous-préfète.

## Conseil scientifique
La DILCRAH est dotée depuis 2016 d'un conseil scientifique.

### 2016-2019
De 2016 à 2019, le conseil scientifique est présidé par Dominique Schnapper et composé de 20 autres chercheurs :
- Cris Beauchemin (d),
- Abdennour Bidar,
- Pierre Birnbaum,
- Laurent Bouvet,
- Jean-Yves Camus,
- Myriam Cottias,
- Emmanuel Debono (d),
- Gilles Finchelstein,
- Gilles Kepel,
- Marc Knobel (d),
- Christine Lazerges,
- Marie-Anne Matard-Bonucci,
- Nonna Mayer,
- Gérard Noiriel,
- Pascal Perrineau,
- Denis Peschanski,
- Benjamin Stora,
- Vincent Tiberj,
- Tommaso Vitale (d).

### 2019-2022
Un nouveau conseil scientifique présidé par Smaïn Laacher (d) est installé le 15 janvier 2019, composé de personnalités qualifiées :
- Arnaud Alessandrin,
- Cris Beauchemin (d),
- Rachid Benzine,
- Jean-Yves Camus,
- Myriam Cottias,
- Marcel Courthiade,
- Emmanuel Debono (d),
- Charlotte Denizeau-Lahaye,
- Karine Espineira,
- Estelle Fisson,
- Martine Gross,
- Laurence Hérault (d),
- Évelyne Heyer,
- Naïma Huber-Yahi,
- Valérie Igounet,
- Marc Knobel (d),
- Anne Lafont,
- Françoise Lantheaume,
- Antoine Leblanc,
- Philippe Liotard
- Marie-Anne Matard-Bonucci,
- Ferdinand Mélin-Soucramanien,
- Marie Rose Moro,
- Abderahmen Moumen (d),
- Gérard Noiriel,
- Denis Peschanski,
- Margot Roisin,
- Régis Schlagdenhauffen (d),
- Irène Théry,
- Vincent Tiberj,
- Marie-Anne Valfort (d),
- Tommaso Vitale (d),
- Michel Wieviorka,
- Anna Zielinska (d).

et de représentants :
- Alain Chouraqui (Fondation du Camp des Milles),
- Samuel Ghiles-Meilhac (MESRI),
- Hélène Orain (d) (Musée national de l'Histoire de l'immigration),
- Frédéric Régent (Comité national pour la mémoire et l'histoire de l'esclavage),
- Iannis Roder (Mémorial de la Shoah),
- Dominique Schnapper (Musée d'Art et d'Histoire du judaïsme).

À l'été 2022, Karine Espineira démissionne du conseil scientifique de la DILCRAH pour dénoncer sa présidence par le sociologue Smaïn Laacher, membre du conseil scientifique de l'Observatoire de la petite sirène, un collectif jugé « transphobe » par de nombreuses organisations LGBTQI+.

### 2022-2023
En septembre 2022, la composition du conseil scientifique est modifiée. Les personnalités qualifiés sont :
- Ilsen About (d) (CNRS),
- Arnaud Alessandrin (ARESVI),
- Johanna Barasz (d) (France Stratégie),
- Rachid Benzine (Fonds Paul-Ricoeur),
- Laurence Brunet (d) (APHP),
- Jean-Yves Camus (FJJ),
- Emmanuel Debono (d) (IFE),
- Charlotte Denizeau (Paris II),
- Laurence Hérault (d) (Université d'Aix-Marseille),
- Valérie Igounet (IHTP),
- Françoise Lantheaume (Lyon II),
- Philippe Liotard (Lyon I),
- Marie-Anne Matard-Bonucci (Paris VIII),
- Ferdinand Mélin-Soucramanien (Université de Bordeaux),
- Marie Rose Moro (APHP),
- Gérard Noiriel (EHESS),
- Denis Peschanski (CNRS),
- Jean-Frédéric Schaub (EHESS),
- Régis Schlagdenhauffen (d) (EHESS),
- Joan Stavo-Debauge (d),
- Irène Théry (CNRS),
- Vincent Tiberj,
- Tommaso Vitale (d),
- Michel Wieviorka (FMSH),
- Anna Zielinska (d) (Université de Lorraine).

et les représentants :
- Samuel Ghiles-Meilhac (MESRI),
- Nicolas Sadoul (d) (Fondation-Mémorial du Camp des Milles),
- Iannis Roder (Mémorial de la Shoah),
- Sébastien Gokalp (d) (MNHI),
- Paul Salmona (mahJ).

Smaïn Laacher manifeste en décembre 2022 son opposition à « la conduite d'un certain nombre de transactivistes » qui se sont opposés à Caroline Eliacheff et Céline Masson, les cofondatrices de l'Observatoire de la petite sirène. Celles-ci relayent son communiqué, alors que la DILCRAH s'en désolidarise. L'instance est dissoute en janvier 2023 après des mois de dissensions.

### Critique sur l'utilité du conseil scientifique
Le rôle du conseil scientifique, « conseil fantoche », est questionné.
Un rapport du conseil scientifique destiné à publication, déposé en juillet 2021, porte sur « Police et racisme ». Il indique « qu'on ne peut affirmer que l'institution policière française est délibérément fondée […] sur un “racisme systémique” » et propose 12 recommandations pour lutter contre les cas avérés de racisme dans l'institution. Il n'est cependant pas publié, mais est révélé par L'Humanité en juillet 2023.

## Critiques
SOS Racisme a estimé, lors de la nomination du premier délégué interministériel, qu'elle était « à visée électoraliste » et trop tardive.
Quelques mois seulement après sa nomination, Gilles Clavreul, ancien conseiller auprès de François Hollande, suscite une vive polémique par ses propos rapportés dans un article de Libération,,. Jean-Claude Dulieu, coprésident du MRAP, lui reproche par exemple d'avoir fait une hiérarchie des racismes en ayant déclaré :

« Tous les racismes sont condamnables, mais le racisme anti-Arabe et anti-Noir n'a pas les mêmes ressorts que l'antisémitisme dans sa violence. Il faut être capable de dire la particularité de l'antisémitisme. »

La DILCRAH est mise en cause pour l'opacité et le caractère discrétionnaire des subventions accordées aux organismes luttant contre le racisme et les discriminations.
Elle est également critiquée en raison de sa proximité avec le Printemps républicain.

## Travaux
Ses travaux sont consultables en PDF/X dans un espace dédié sur le site du Premier ministre.
Elle publie son premier rapport d'activité en février 2014.
Le 6 mars 2023, elle présente le rapport final sur les crimes de haine anti-LGBT en France élaboré par Flora Bolter et le Conseil de l'Europe,,.

## Budget
Dans son rapport d'activité de l'année 2022, la Dilcrah avance soutenir pour 9,5 millions d'euros la lutte contre le racisme, l'antisémitisme, et la haine anti-LGBT+, soit 40 % de plus qu'en 2021.
Le plan de mobilisation contre la haine et les discriminations anti-LGBT de 2017-2019, lancé à la suite de l'extension des compétences de la DILCRAH, est pourvu d'un budget annuel d'1,5 million d'euros.

### Rapports
- « Rapport d'activité 2023 de la Délégation interministérielle à la lutte contre le racisme, l'antisémitisme et la haine anti-LGBT (DILCRAH) », sur vie-publique.fr, 19 juillet 2024 (consulté le 31 juillet 2024) (télécharger le rapport) .